# Resolución 101 del Consejo de Seguridad de las Naciones Unidas

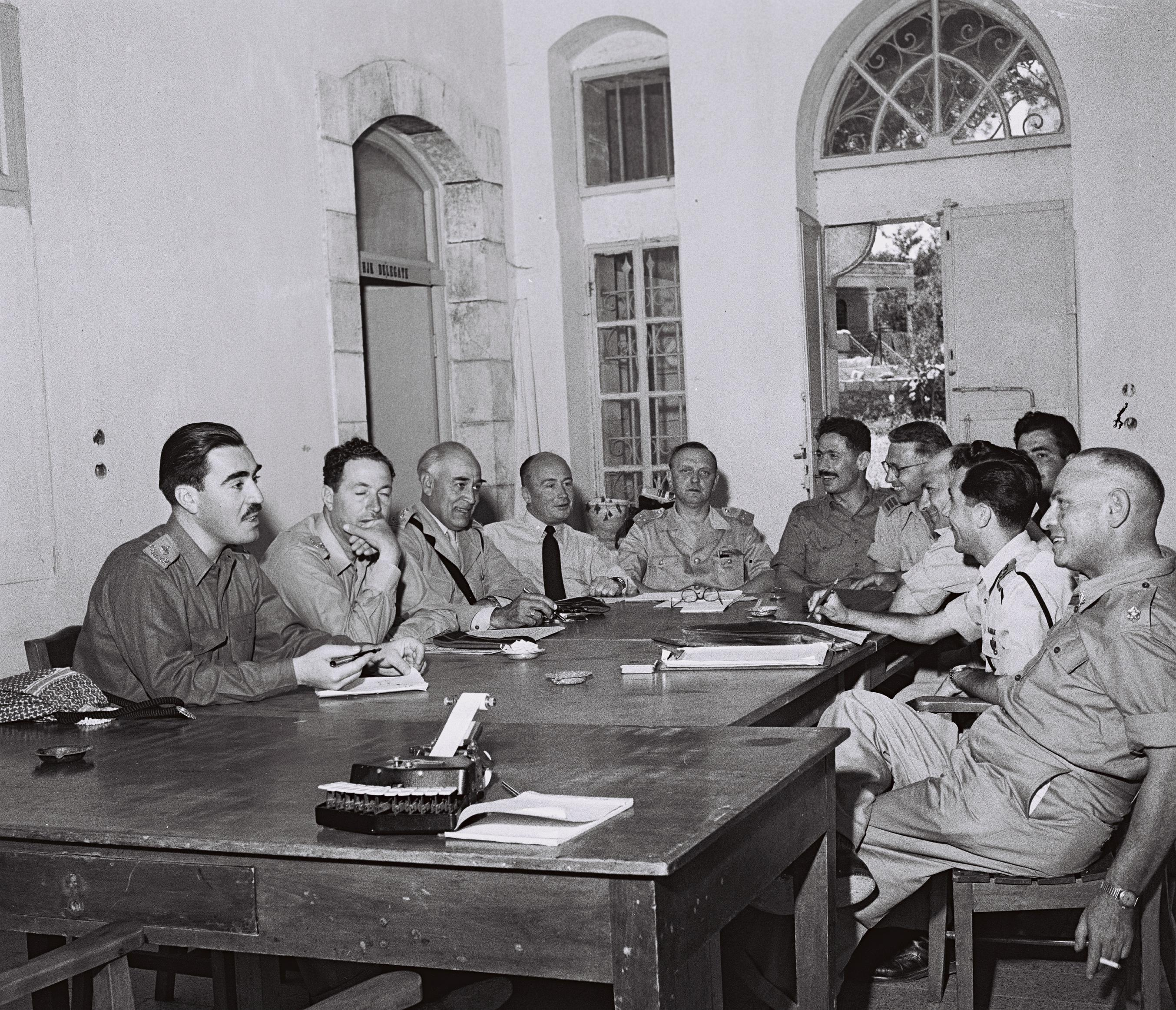
ISRAEL-JORDANIA Comandantes locales, comisión de armisticio, puerta de Mandelbaum, Jerusalén. 8 de junio de 1953.

La Resolución 101 del Consejo de Seguridad de las Naciones Unidas fue adoptada el 24 de noviembre de 1953. Después de observar los informes del Organismo de las Naciones Unidas para la Vigilancia de la Tregua en Palestina, el Consejo determinó que la acción de represalia tomada por las fuerzas israelíes en Qibya del 14 al 15 de octubre constituyen una violación de las disposiciones de alto el fuego de la Resolución 54 del Consejo de Seguridad de las Naciones Unidas y son incompatibles con las obligaciones de las partes en virtud del Acuerdo de Armisticio General entre Israel y Jordania, así como de la Carta de las Naciones Unidas. El Consejo expresó la censura más enérgica posible a esta acción y tomó nota de la evidencia sustancial de cruces de la línea de demarcación por personas no autorizadas. A continuación, el Consejo pidió a los gobiernos israelí y jordano que cooperaran entre sí y solicitó que el Jefe de Estado Mayor del TSO presentara recomendaciones en un plazo de tres meses.
La resolución fue adoptada por nueve votos contra ninguno; Líbano y la Unión Soviética se abstuvieron de votar.